# 科羅薩爾鎮

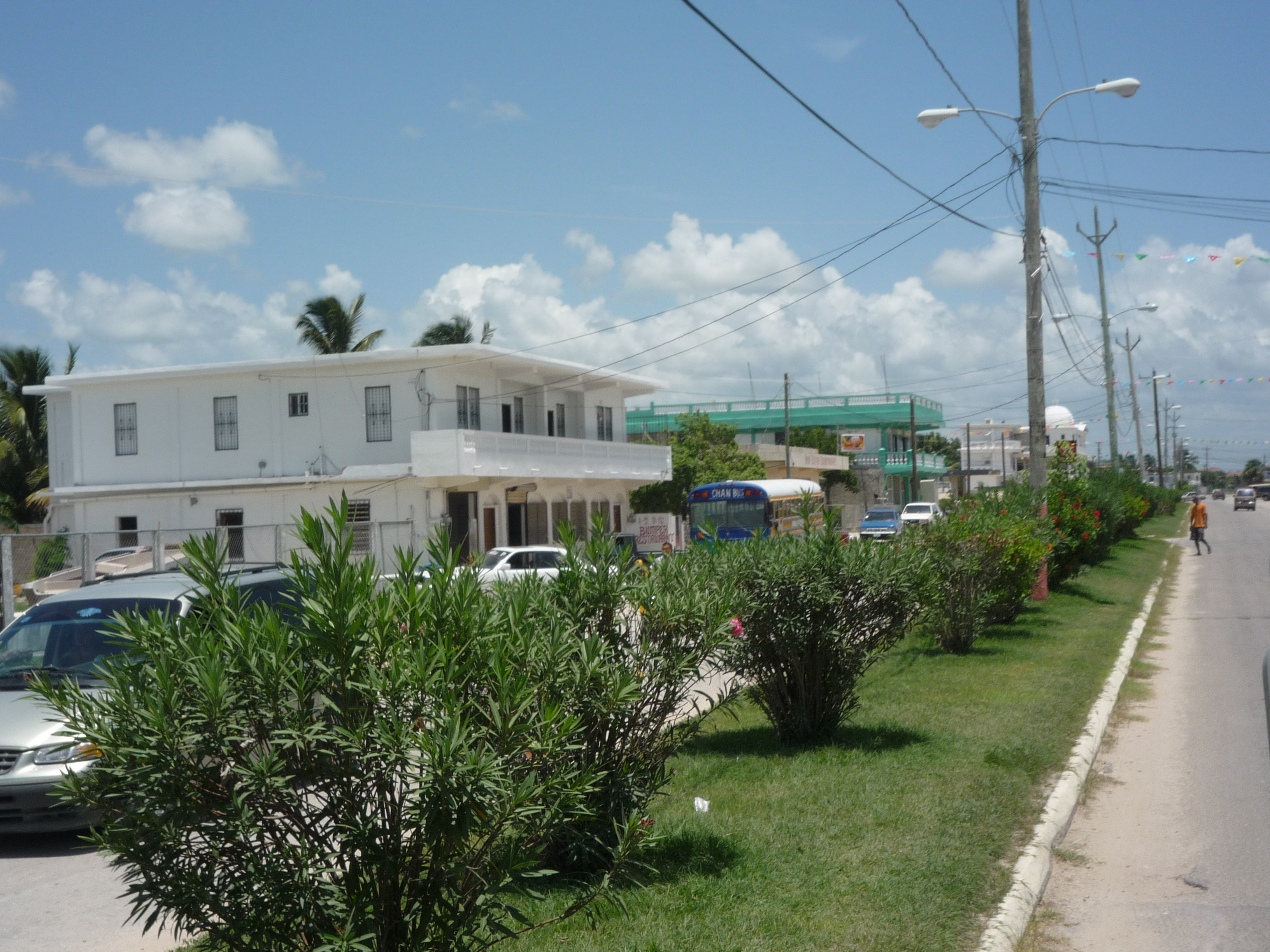

科羅薩爾鎮是伯利茲的城鎮，也是科羅薩爾區的首府，位於該國北部，毗鄰與墨西哥接壤邊境，始建於1848年，處於海拔水平面，該鎮在1955年颶風吹襲中受到嚴重破壞，2010年人口9,871。

## 外部連結
- District homepage （页面存档备份，存于）
- Corozal page （页面存档备份，存于）
- Local Resort in Corozal （页面存档备份，存于）